# Odmocnina

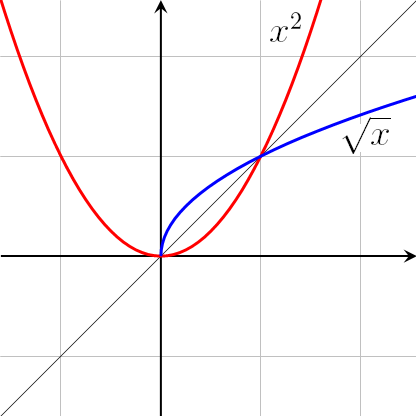
Graf kvadratické funkce (červeně) a k ní inverzní funkce druhá odmocnina (modře)

Odmocňování v matematice je částečně inverzní operací k umocňování, odmocnina je výsledkem této operace. Částečně proto, že definiční obory těchto dvou operací nejsou obecně vždy shodné. Je-li definováno umocňování nějakých matematických objektů (čísel, matic, funkcí…), pak n-tá odmocnina z objektu a, označovaná jako {\displaystyle {\sqrt[{n}]{a}}}, je definována jako objekt b, pro který platí {\displaystyle b^{n}=a}. Číslo n se přitom nazývá odmocnitel a číslo a odmocněnec. Speciálním případem je druhá odmocnina, která se často označuje jen jako odmocnina a značí {\displaystyle {\sqrt {a}}.}
Odmocnina nemusí vždy v daném číselném oboru existovat (neexistují např. druhé odmocniny záporných čísel v oboru reálných čísel), anebo může naopak existovat více různých odmocnin.

## Odmocnina z reálného čísla
V oboru reálných čísel je n-tá odmocnina z reálného čísla definována následovně:
Pro libovolné n ∈ ℕ, n ≠ 0 definujeme n-tou odmocninu z nezáporného reálného čísla a jako nezáporné reálné číslo b, pro které platí {\displaystyle b^{n}=a}. Z definice přímo plyne, že existuje-li takové číslo b, je jednoznačně dáno a odmocnina je tudíž funkcí. Značíme {\displaystyle b={\sqrt[{n}]{a}}}.
Pro n = 2 definice druhé odmocniny z reálného čísla zní takto:
Druhá odmocnina z nezáporného reálného čísla a je nezáporné reálné číslo b, pro které platí, že {\displaystyle b\cdot b=a}. Značíme {\displaystyle b={\sqrt {a}}}.
Přestože platí například {\displaystyle 2\cdot 2=4} a současně také {\displaystyle (-2)\cdot (-2)=4}, druhá odmocnina z čísla 4 je podle definice vždy nezáporné číslo, proto {\displaystyle {\sqrt {4}}=2}.
Je nutné rozlišovat mezi hodnotou odmocniny a kořeny řešení rovnice, například {\displaystyle x^{2}-4=0}.
V oboru reálných čísel má tato rovnice dvě různá řešení, dva různé kořeny: {\displaystyle x_{1}=2} a {\displaystyle x_{2}=-2}.
Pro obecné reálné číslo r ∈ ℝ, r ≠ 0 můžeme  r-tou odmocninu pro a>0 definovat pomocí exponenciální funkce vztahem {\displaystyle {\sqrt[{r}]{a}}=e^{{\frac {1}{r}}\ln(a)}}.

### Odmocnina z nezáporného čísla
Pokud a, b jsou nezáporná čísla, tedy včetně nuly, m, n jsou přirozená čísla a k je číslo celé, pak pro n odmocninu platí tyto vzorce:
{\displaystyle {\sqrt[{n}]{0}}=0}
{\displaystyle {\sqrt[{n}]{1}}=1}
{\displaystyle {\sqrt[{1}]{a}}=a}
{\displaystyle {\sqrt[{n}]{ab}}={\sqrt[{n}]{a}}{\sqrt[{n}]{b}}\qquad a\geq 0,b\geq 0}
{\displaystyle {\sqrt[{n}]{\frac {a}{b}}}={\frac {\sqrt[{n}]{a}}{\sqrt[{n}]{b}}}\qquad a\geq 0,b>0}
{\displaystyle {\sqrt[{m}]{\sqrt[{n}]{a}}}={\sqrt[{mn}]{a}}}
{\displaystyle ({\sqrt[{m}]{a}}){\sqrt[{n}]{a}}={\sqrt[{mn}]{a^{(m+n)}}}}
{\displaystyle {\sqrt[{n}]{a^{k}}}=\left({\sqrt[{n}]{a}}\right)^{k}=\left(a^{\frac {1}{n}}\right)^{k}=a^{\frac {k}{n}}\qquad a>0}
{\displaystyle {\frac {\mathrm {d} }{\mathrm {d} a}}{\sqrt[{n}]{a}}={\frac {1}{n}}a^{\frac {1-n}{n}}}
{\displaystyle \int {\sqrt[{n}]{a}}\;\mathrm {d} a={\frac {n}{1+n}}a^{\frac {1+n}{n}}+C}

### Odmocnina ze záporného čísla
Pokud a je nezáporné číslo, m je přirozené číslo nebo nula a n je ve tvaru {\displaystyle n=2m+1} (tedy je to liché číslo), pak platí:
{\displaystyle {\sqrt[{n}]{-a}}=-{\sqrt[{n}]{a}}}

### Početní operace s mocninami a odmocninami reálného čísla
N odmocninu z nezáporného čísla a můžeme upravit na mocninu tohoto čísla takto:
{\displaystyle {\sqrt[{n}]{a}}=a^{\frac {1}{n}}}
Pak lze s těmito mocninami počítat stejně, jako s mocninou
{\displaystyle a^{n}}. A platí tyto vztahy:
{\displaystyle a^{m}a^{n}=a^{m+n}\,}
{\displaystyle \left({\frac {a}{b}}\right)^{m}={\frac {a^{m}}{b^{m}}}\qquad b>0}
{\displaystyle (a^{m})^{n}=a^{mn}\,}
Příklady použití:
{\displaystyle {\sqrt[{3}]{a^{5}}}{\sqrt[{5}]{a^{4}}}=a^{\frac {5}{3}}a^{\frac {4}{5}}=a^{\frac {25+12}{15}}=a^{\frac {37}{15}}}
{\displaystyle {\frac {\sqrt {a}}{\sqrt[{4}]{a}}}=a^{\frac {1}{2}}a^{\frac {-1}{4}}=a^{\frac {2-1}{4}}=a^{\frac {1}{4}}}

## Odmocnina z komplexního čísla
Komplexním číslům chybí lineární uspořádání, které u reálných čísel využíváme k zvolení pouze nezáporného kořenu odpovídající rovnice. Odmocnina pro komplexní čísla tedy není jednoznačně určena, respektive není funkcí, pokud nezafixujeme dodatečný parametr {\displaystyle k\in \mathbb {Z} }.
Pro výpočet n-té odmocniny je vhodné vyjádřit odmocňované komplexní číslo z v goniometrickém tvaru jako {\displaystyle z=|z|\left(\cos \phi +i\sin \phi \right)}, případně v exponenciálním tvaru jako {\displaystyle z=|z|e^{i\phi }}.
Potom hledaná odmocnina je
{\displaystyle {\sqrt[{n}]{z}}={\sqrt[{n}]{|z|}}e^{i(\phi +2k\pi )/n}={\sqrt[{n}]{|z|}}\left(\cos {\frac {\phi +2k\pi }{n}}+i\sin {\frac {\phi +2k\pi }{n}}\right)},
kde k je libovolné celé číslo.
Různých n-tých odmocnin z libovolného nenulového čísla je v komplexním oboru právě n.
Druhé odmocniny z komplexních čísel jejichž reálná část je kladná a imaginární část je nulová, jsou v komplexním oboru vždy dvě komplexní čísla jejichž reálné části jsou opačná reálná čísla a imaginární části jsou nulové. Druhé odmocniny z komplexních čísel se zápornou reálnou částí a imaginární částí nulovou jsou vždy dvě ryze imaginární čísla, jež se liší znaménkem, např. komplexní druhé odmocniny čísla -1 jsou imaginární jednotka i a číslo -i.

## Symbol pro odmocninu
Vysvětlení původu znaku pro odmocninu ({\displaystyle {\sqrt {\,\,}}}) je do značné míry spekulativní. Někteří historici matematiky se domnívají, že symbol poprvé použili Arabové. První známé použití je totiž u Abú al-Hasan Alí ibn Muhammad al-Qalasádího (1421–1486) a domněnkou je, že byl tento znak převzat z arabského písmene ج, což je první písmeno ve slově džidhr, které v arabštině znamená kořen (např. kořen řešení kvadratické rovnice)
Ale mnozí, včetně matematika Leonharda Eulera, se domnívají, že znak pochází z písmene r, prvního písmene latinského slova radix, které také znamená kořen.
Symbol byl poprvé použit v tisku (bez horní vodorovné čáry nad odmocňovanými čísly) v roce 1525 v díle Die Coss od německého matematika Christoffera Rudolffa.